# Sudamericano de Rugby C 2013
El Sudamericano de Rugby C del 2013 es la segunda edición del torneo de selecciones de la división C afiliadas a la Confederación Sudamericana (CONSUR) también se le denomina Centro Sudamericano de Rugby y se celebrará en Costa Rica. Participarán las mismas selecciones que la edición pasada, es decir, Costa Rica, Ecuador, El Salvador y Guatemala y estará organizado en conjunto por la CONSUR y la Federación de Rugby de Costa Rica.
Antes de los 2 partidos por la última fecha se disputó un triangular amistoso entre Nicaragua (Tiburones), Panamá (Diablos Rojos) y la segunda selección de Costa Rica, con triunfo para estos últimos; y también, se llevó a cabo un minitorneo femenino de seven entre Costa Rica, El Salvador, Nicaragua y Panamá, el título fue para las locales (Las Guarias)

## Equipos participantes
- Selección de rugby de Costa Rica (Los Ticos)
- Selección de rugby de Ecuador (Los Piqueros)
- Selección de rugby de El Salvador (Los Torogoces)
- Selección de rugby de Guatemala (Los Jaguares)

## Posiciones[8]
| Pos. | Equipo      | Encuentros | Encuentros | Encuentros | Encuentros | Tantos  | Tantos    | Tantos     | Puntos |
| Pos. | Equipo      | jugados    | ganados    | empatados  | perdidos   | a favor | en contra | diferencia | Puntos |
| ---- | ----------- | ---------- | ---------- | ---------- | ---------- | ------- | --------- | ---------- | ------ |
| 1    | Ecuador     | 3          | 3          | 0          | 0          | 67      | 30        | + 37       | 9      |
| 2    | Costa Rica  | 3          | 2          | 0          | 1          | 137     | 26        | + 111      | 6      |
| 3    | Guatemala   | 3          | 1          | 0          | 2          | 64      | 100       | - 36       | 3      |
| 4    | El Salvador | 3          | 0          | 0          | 3          | 33      | 145       | - 112      | 0      |

Nota: Se otorgan 3 puntos al equipo que gane un partido, 1 al que empate y 0 al que pierda
|  | Campeón y clasifica al SR B 2014 |

## Resultados[9][10]

### Primera fecha
| 1 de diciembre 10:30 | Costa Rica | 71 - 3  | El Salvador | Liceo Franco Costarricense, Tres Ríos, Costa Rica |                                          |
|                      |            | Reporte |             | Árbitro(s): Sebastián Figueroa Argentina          | Árbitro(s): Sebastián Figueroa Argentina |

| 1 de diciembre 12:30 | Guatemala | 11 - 23 | Ecuador | Liceo Franco Costarricense, Tres Ríos, Costa Rica |                                      |
|                      |           | Reporte |         | Árbitro(s): Jean Paul Casanova Chile              | Árbitro(s): Jean Paul Casanova Chile |

### Segunda fecha
| 4 de diciembre 9:45 | Costa Rica | 7 - 13  | Ecuador | Liceo Franco Costarricense, Tres Ríos, Costa Rica |                                      |
|                     |            | Reporte |         | Árbitro(s): Jean Paul Casanova Chile              | Árbitro(s): Jean Paul Casanova Chile |

| 4 de diciembre 12:45 | Guatemala | 43 - 18 | El Salvador | Liceo Franco Costarricense, Tres Ríos, Costa Rica |                                             |
|                      |           | Reporte |             | Árbitro(s): Gerardo Quirós Rivas Costa Rica       | Árbitro(s): Gerardo Quirós Rivas Costa Rica |

### Tercera fecha
| 7 de diciembre 10:30 | Ecuador | 31 - 12 | El Salvador | Liceo Franco Costarricense, Tres Ríos, Costa Rica |  |
|                      |         | Reporte |             |                                                   |  |

| 7 de diciembre 14:00 | Costa Rica | 59 - 10 | Guatemala | Liceo Franco Costarricense, Tres Ríos, Costa Rica |  |
|                      |            | Reporte |           |                                                   |  |

| Bandera de Ecuador |
| Campeón Ecuador    |
| Primer título      |

## Clasificación alSudamericano de Rugby B
Ecuador al ganar el torneo clasificó directamente a la división B y participó en el Sudamericano B 2014 disputado en Colombia junto a la selección local, Perú y Venezuela.

## Triangular de exhibición
Como parte del espectáculo de la última fecha se jugó un triangular no oficial entre Nicaragua (Tiburones), Panamá (Diablos Rojos) y un segundo seleccionado de Costa Rica (Barbarians) cada partido duró 30 minutos.
| 7 de diciembre 9:00 | Panamá | 12 - 7  | Nicaragua | Liceo Franco Costarricense, Tres Ríos, Costa Rica |  |
|                     |        | Reporte |           |                                                   |  |

| 7 de diciembre | CR Barbarians | 7 - 3 | Panamá | Liceo Franco Costarricense, Tres Ríos, Costa Rica |  |

| 7 de diciembre | CR Barbarians | 7 - 0 | Nicaragua | Liceo Franco Costarricense, Tres Ríos, Costa Rica |  |